# Ronald Baroni
Pour les articles homonymes, voir Baroni.
Ronald Pablo Baroni Ambrosi, né à Lima au Pérou le 8 avril 1966, est un footballeur péruvien d'origine argentine.

## Biographie

### Carrière en club
Né au Pérou de parents argentins, Ronald Baroni fait ses débuts au Quilmes AC en 1986. Après un passage au Chili (Deportes Concepción et Deportivo O'Higgins), il recale à l'Universitario de Deportes de Lima, où il remporte deux championnats consécutifs en 1992 et 1993. Avec ce dernier club, il participe à la Copa Libertadores en 1993 et se met en évidence lors de cette compétition en inscrivant six buts en sept matchs. Son équipe s'incline en huitièmes de finale face au club équatorien de Barcelona SC.
En 1994, il est transféré au FC Porto mais n'y joue que très peu même si sa présence coïncide avec le premier titre des cinq championnats consécutifs remportés par les Dragões entre 1995 et 1999. Il reste au Portugal et joue pour le FC Felgueiras en 1995, puis en Turquie pour le MKE Ankaragücü entre 1996 et 1997. Il termine sa carrière en 1999 en défendant les couleurs du FBC Melgar d'Arequipa.

### Carrière en sélection
International péruvien, Ronald Baroni compte 19 matchs en équipe nationale entre 1993 et 1995 (pour quatre buts marqués).
Il joue son premier match avec le Pérou le 23 janvier 1993, en amical contre le Venezuela (score : 0-0) et inscrit son premier but le 30 janvier 1993, en amical contre la Biélorussie (score : 1-1).
Il participe ensuite aux éliminatoires du mondial 1994 (quatre matchs joués). Le 19 avril 1995, il se distingue en étant l'auteur d'un triplé en amical face au Chili, le Pérou l'emportant sur le très large score de 6-0. En juillet de la même année, il dispute la Copa América organisée en Uruguay. Il joue trois matchs dans cette compétition, avec pour résultat un nul et deux défaites.

#### Buts en sélection
| Buts en sélection de Ronald Baroni | Buts en sélection de Ronald Baroni | Buts en sélection de Ronald Baroni | Buts en sélection de Ronald Baroni | Buts en sélection de Ronald Baroni | Buts en sélection de Ronald Baroni | Buts en sélection de Ronald Baroni |
|                                    | Date                               | Lieu                               | Adversaire                         | Score                              | Résultat                           | Compétition                        |
| ---------------------------------- | ---------------------------------- | ---------------------------------- | ---------------------------------- | ---------------------------------- | ---------------------------------- | ---------------------------------- |
| 1.                                 | 30 janvier 1993                    | Estadio Nacional, Lima (Pérou)     | Biélorussie                        | 1-1                                | 1-1                                | Amical                             |
| 2.                                 | 19 avril 1995                      | Estadio Nacional, Lima (Pérou)     | Chili                              | 3-0                                | 6-0                                | Amical                             |
| 3.                                 | 19 avril 1995                      | Estadio Nacional, Lima (Pérou)     | Chili                              | 5-0                                | 6-0                                | Amical                             |
| 4.                                 | 19 avril 1995                      | Estadio Nacional, Lima (Pérou)     | Chili                              | 6-0                                | 6-0                                | Amical                             |

## Palmarès
| Universitario de Deportes - Championnat du Pérou (2) : - Champion : 1992 et 1993. |  | FC Porto - Championnat du Portugal (1) : - Champion : 1994-1995. |